# Premis Ondas 1991
Els Premis Ondas 1991 van ser la trenta-vuitena edició dels Premis Ondas, fallats el 7 de novembre de 1991. Com a novetat d'aquesta edició s'institueix una categoria dedicada al cinema, amb tres guardons. En total van ser premiats 18 treballs i professionals, entre les 131 candidatures presentades. La cerimònia d'entrega es va celebrar el 21 de novembre de 1991 al Saló del Cent de l'Ajuntament de Barcelona, i en ella Jesús de Polanco va demanar al govern espanyol mesures concordes amb la lliure competència per normalitzar el panorama audiovisual espanyol.

## Premis internacionals de ràdio
- All the world's globe de BBC
- Der friedhof der namenlosen d'Österreichischer Rundfunk
- Clásicos populares de RNE

## Internacionals de televisió
- 24 Heures San Francisco: Generation SIDA de Canal+
- Les Femmes de Fleury de TF1
- Equipo de investigación: El caso 112 de TVE

## Nacionals de ràdio
- Cadena Ser, per la difusió de la cinta de José María Benegas
- José Luis Balbín per Hora cero (Antena 3 Radio)
- Radio Nacional de España per la cobertura de la Guerra del Golf

## Nacionals de televisió
- VIP Noche i el seu presentador Emilio Aragón (Telecinco)
- Nieves Herrero pel programa De tú a tú (Antena 3 Televisió)
- Martes y Trece pel Especial Fin de Año (TVE)

## Hispanoamericans de ràdio i televisió
- FM Tango (Argentina)
- Expedición Sima Aonda de Radio Caracas TV

## Premis Ondas de cinema
- Millor pel·lícula
  - Amantes
- Millor direcció
  - Ana Belén per Cómo ser mujer y no morir en el intento
- Millor interpretació
  - Maribel Verdú per Amantes